# باول إيغل
باول إيغل هو سياسي نيوزيلندي، ولد في 10 يناير 1972. نشط حزبياً في حزب العمال النيوزيلندي. وقد انتخب عضو مجلس النواب النيوزيلندي ‏ عن دائرة Rongotai (New Zealand electorate) ‏ وقد انضم خلال فترته النيابية ‏ للكتلة البرلمانية حزب العمال النيوزيلندي.

## وصلات خارجية
- الموقع الرسمي